# Єллоустоун (округ, Монтана)
Шаблон:StateAbbr_ 45°56′ пн. ш. 108°16′ зх. д. / 45.94° пн. ш. 108.27° зх. д.
Округ Єллоустоун (англ. Yellowstone County) — округ (графство) у штаті Монтана, США. Ідентифікатор округу 30111.

## Історія
Округ утворений 1893 року.

## Демографія
За даними перепису
2000 року
загальне населення округу становило 129352 осіб, зокрема міського населення було 108001, а сільського — 21351.
Серед мешканців округу чоловіків було 63084, а жінок — 66268. В окрузі було 52084 домогосподарства, 34219 родин, які мешкали в 54563 будинках.
Середній розмір родини становив 2,98.
Віковий розподіл населення поданий у таблиці:
| Стать    | До 15 років | 15-21 | 22-29 | 30-39 | 40-49 | 50-65 | 65-85 | Понад 85 |
| -------- | ----------- | ----- | ----- | ----- | ----- | ----- | ----- | -------- |
| Чоловіки | 14101       | 6286  | 6530  | 8873  | 10414 | 9740  | 6470  | 670      |
| Жінки    | 13073       | 6528  | 6607  | 9169  | 10733 | 10055 | 8532  | 1571     |

## Суміжні округи
- Масселшелл — північ
- Роузбад — північний схід
- Трежер — схід
- Біґ-Горн — південний схід
- Карбон — південний захід
- Стіллвотер — захід
- Ґолден-Веллі — північний захід

## Виноски
1. ↑  US Decennial Census. US Census Bureau. Архів оригіналу за 19 липня 2018. Процитовано 30 листопада 2014.
2. ↑  Historical Census Browser. University of Virginia Library. Архів оригіналу за 11 серпня 2012. Процитовано 30 листопада 2014.
3. ↑  Population of Counties by Decennial Census: 1900 to 1990. US Census Bureau. Архів оригіналу за 22 вересня 2018. Процитовано 30 листопада 2014.
4. ↑  Census 2000 PHC-T-4. Ranking Tables for Counties: 1990 and 2000 (PDF). US Census Bureau. Архів оригіналу (PDF) за 18 грудня 2014. Процитовано 30 листопада 2014.
5. ↑  Yellowstone County QuickFacts. US Census Bureau. Архів оригіналу за 23 липня 2011. Процитовано 29 березня 2014. [Архівовано 2011-08-03 у Wayback Machine.]
6. ↑  American FactFinder. Бюро перепису населення США. Архів оригіналу за 26 лютого 2012. Процитовано 31 січня 2008. [Архівовано 2008-05-21 у Wayback Machine.]

| США | Це незавершена стаття з географії США. Ви можете допомогти проєкту, виправивши або дописавши її. |